# 若尔盖锦蛇
若尔盖锦蛇（学名：Elaphe zoigeensis），一种发现于中国四川省若尔盖县的爬行动物，隶属于游蛇科锦蛇属。

## 形态特征
若尔盖锦蛇身体相对细长，头部长而扁平。身体底色为米黄色。头部具有一明显的镶黑边的红棕色“M”形标志；身体从颈部至排泄口具有4列红棕色斑点。腹鳞基部黑色，远端呈不规则灰色，使得腹部看起来呈现出许多黑色环。

## 保护
本种于2023年被收录入《有重要生态、科学、社会价值的陆生野生动物名录》。